# Fabiola Ramos
Fabiola Isabel Ramos Portillo (Maracaibo, 15 settembre 1977) è una tennistavolista venezuelana. Ha rappresentato il Venezuela a cinque edizioni consecutive dei Giochi olimpici estivi: Atlanta 1996, Sydney 2000, Atene 2004, Pechino 2008 e Londra 2012. In quest'ultima edizione fu alfiere durante la cerimonia d'apertura.

## Palmarès
- Giochi panamericani

Santo Domingo 2003: bronzo nel doppio;
Guadalajara 2011: argento a squadre;
- Giochi centramericani e caraibici

Ponce 1993: argento a squadre; bronzo nel doppio;
Maracaibo 1998: argento a squadre; bronzo nel singolo;
San Salvador 2002: oro nel singolo; oro nel doppio; oro nel doppio misto; oro a squadre;
Cartagena de Indias 2006: argento nel doppio; bronzo nel singolo, bronzo nel doppio misto; bronzo a squadre
Mayagüez 2010: oro nel doppio; argento a squadre; bronzo nel singolo; bronzo nel doppio misto;
- Latin American Table Tennis Cup

San José 2012: bronzo nel singolo;